# Missions Gradis
La Deuxième mission Gradis (ou Raid transsaharien Gradis) a été une expédition en voitures automobile, la première du genre à traverser le Sahara africain du nord au sud dans sa portion ouest.

## Histoire

### Première mission

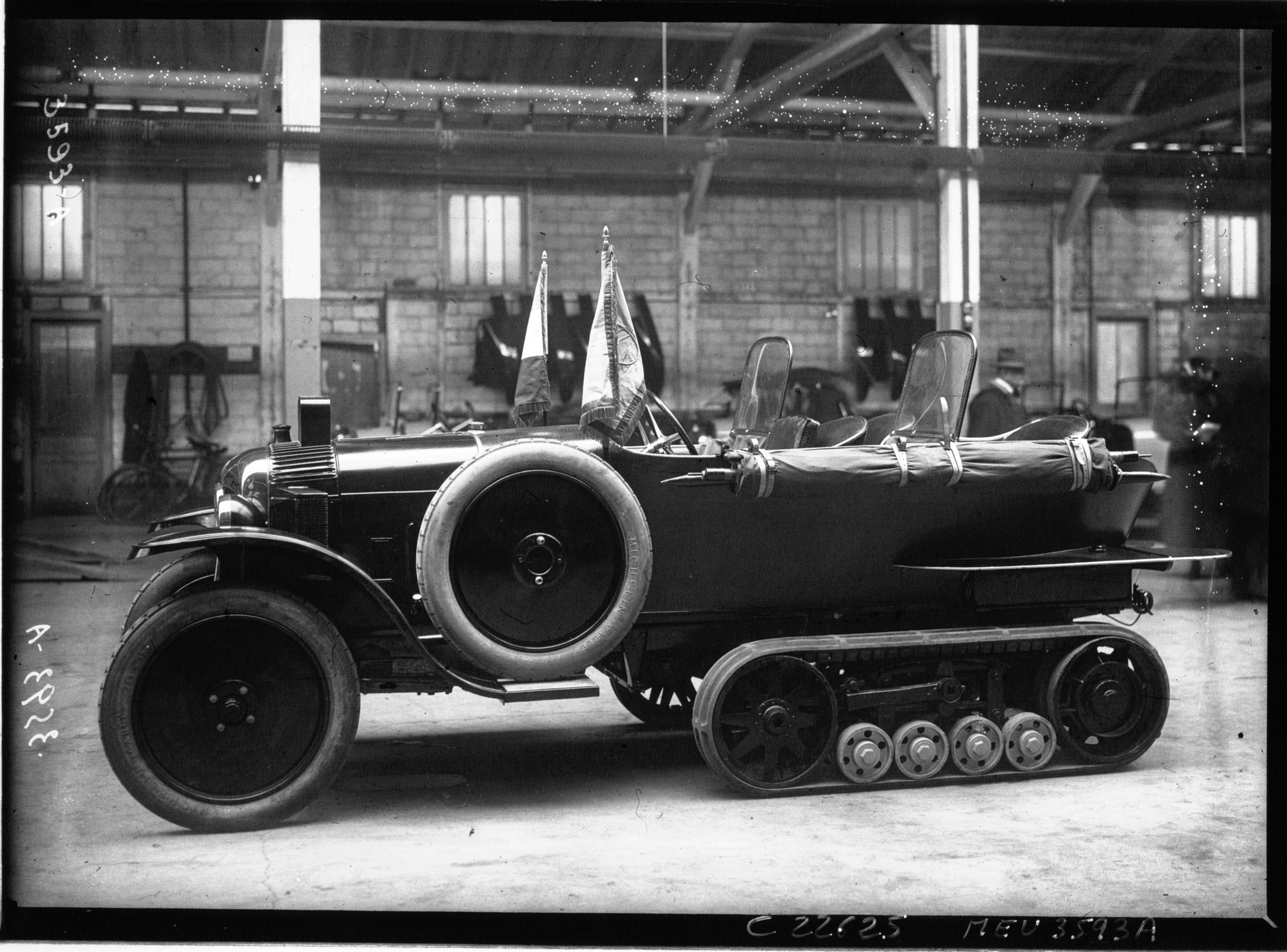
Une Citroën-Kégresse K1 type Sahara présentée en 1923.

Le général Jean Baptiste Estienne organise, sur une idée de l'un de ses fils, Georges Estienne, la mission « Algérie-Niger » grâce à la Compagnie générale transsaharienne (CGT) (fondée par Gaston Gradis) et avec le concours de plusieurs ministères. Georges Estienne, chef de la mission, part avec son frère cadet René de Figuig (extrême-est du Maroc) le 9 novembre 1923 avec quatre autochenilles Citroën Kégresse K1, et un avion Nieuport à ailes repliables dans une remorque. Ils sont accompagnés de plusieurs techniciens. Passés par la ville d'Adrar (centre de l'Algérie) le 17 novembre, tous traversent en trois jours seulement le Tanezrouft, par une nouvelle voie qui se révèle particulièrement favorable aux transports automobiles et à l’atterrissage des avions. André Citroën, son épouse, l'ingénieur Adolphe Kégresse (l'inventeur des chenilles souples portant son nom) et le général Estienne, vont à la rencontre de l'expédition dans la Sahara accompagnés par de nombreux journalistes, pour les rencontrer à leur arrivée à Savé au Dahomey (l'actuel Bénin) le 4 décembre, alors que le groupe a parcouru 3 600 kilomètres.

### Seconde mission
Afin d'établir une liaison régulière avion-voiture-chemin de fer entre le nord de l'Afrique et le Niger, le raid dit de la "deuxième mission Gradis" s'effectue en 1924 à bord de trois voitures de série Renault 2x6 roues jumelées type MH 10CV - avec 2x4 roues motrices sur 2 ponts arrière - sorties la même année, parties en un "peloton" groupé du fort de la légion étrangère implanté à Colomb-Béchar le 14 novembre (la croisière noire de Citroën démarrant du même lieu le 28 octobre de cette année avec des autochenilles également de 10CV de puissance, le convoi de Gradis empruntant une partie du même cheminement). Gradis et ses compagnons (le maréchal Louis Franchet d'Espèrey, les frères Estienne, et l'écrivain Henri de Kérillis pour les plus connus) empruntent la route dite "du Grand Axe" sur plus de 1 900 kilomètres, sous la protection potentielle de trois avions Breguet 16 à moteur Renault de 300CV placés sous les ordres du lieutenant Noël Paolacci, et ils arrivent à Bourem le 24 du mois (avec une seule journée de repos à Adrar), au bout de seulement onze journées. Le convoi franchit ensuite le fleuve Niger à 700 kilomètres de là, à Gaya, pour atteindre Cotonou. Les mécaniciens-pilotes automobile ont pour nom Liaume, Liocourt, et Bonnaure, chaque voiture étant accompagnée de quatre légionnaires armés sachant aussi conduire, les pneus basse pression n'améliorant que peu la tenue de route pour les hommes se relayant au volant.
Son but principal accompli, la mission rallie ensuite les colonies françaises d'Afrique centrale, à 200 kilomètres au sud de Gao au Soudan le 11 décembre.

## Galerie d'images

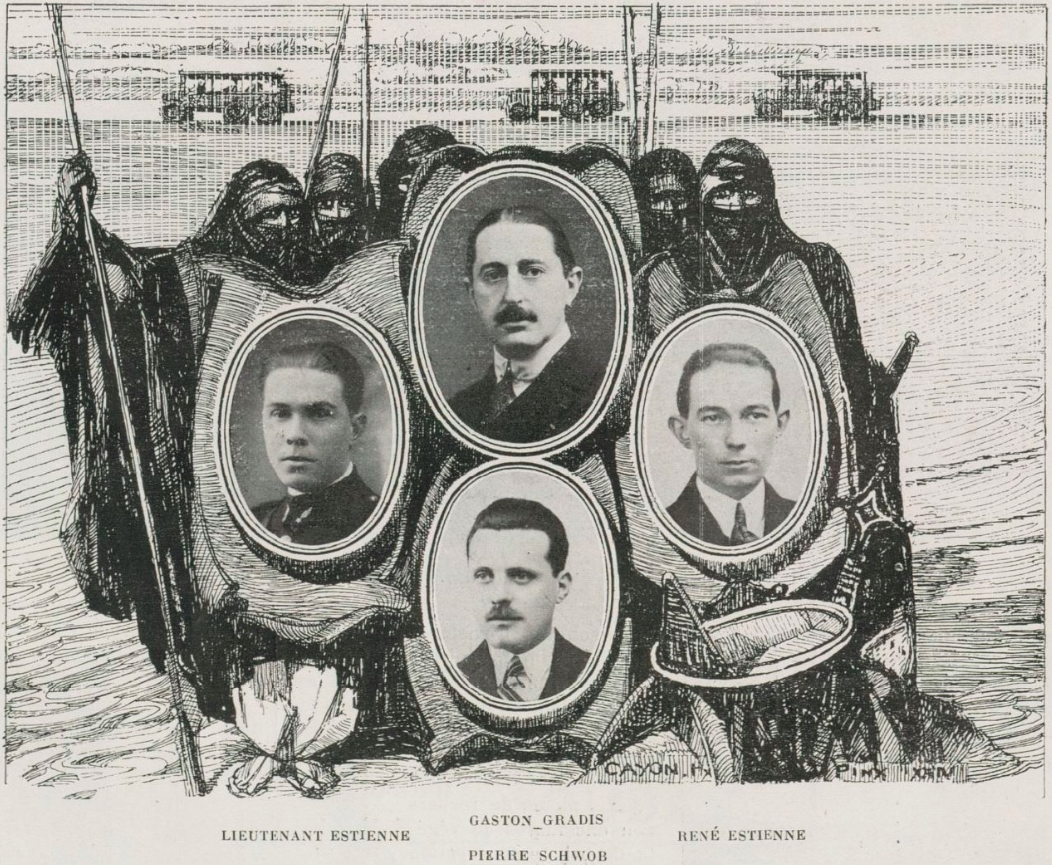
Les frères Estienne, Gradis en haut et Schwob en bas.
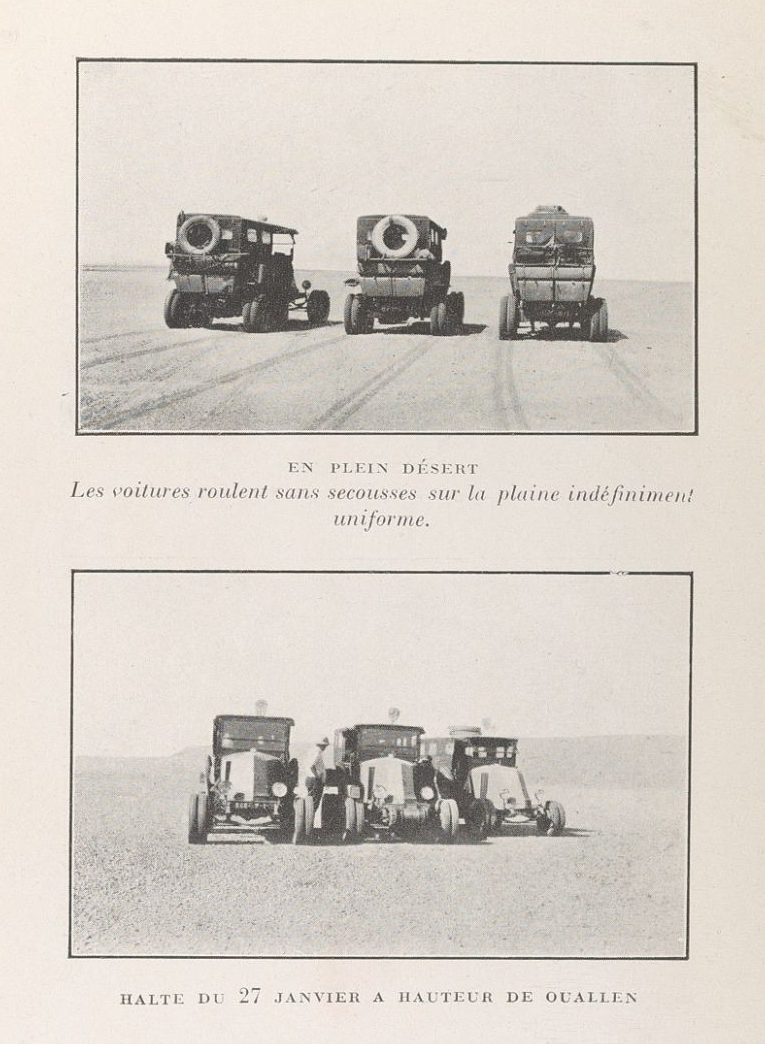
Les trois Renault MH lors de l'expédition.
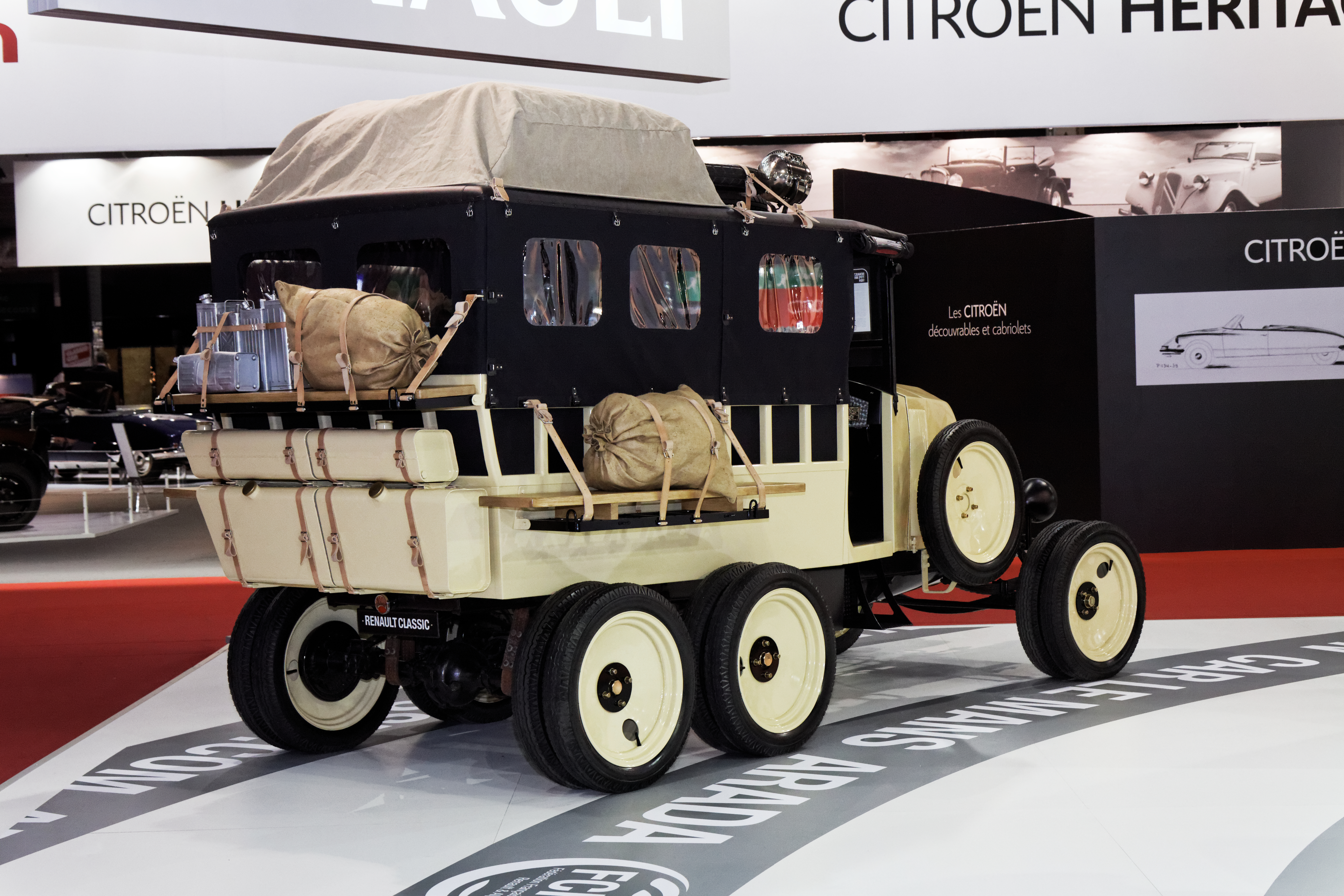
La Renault...
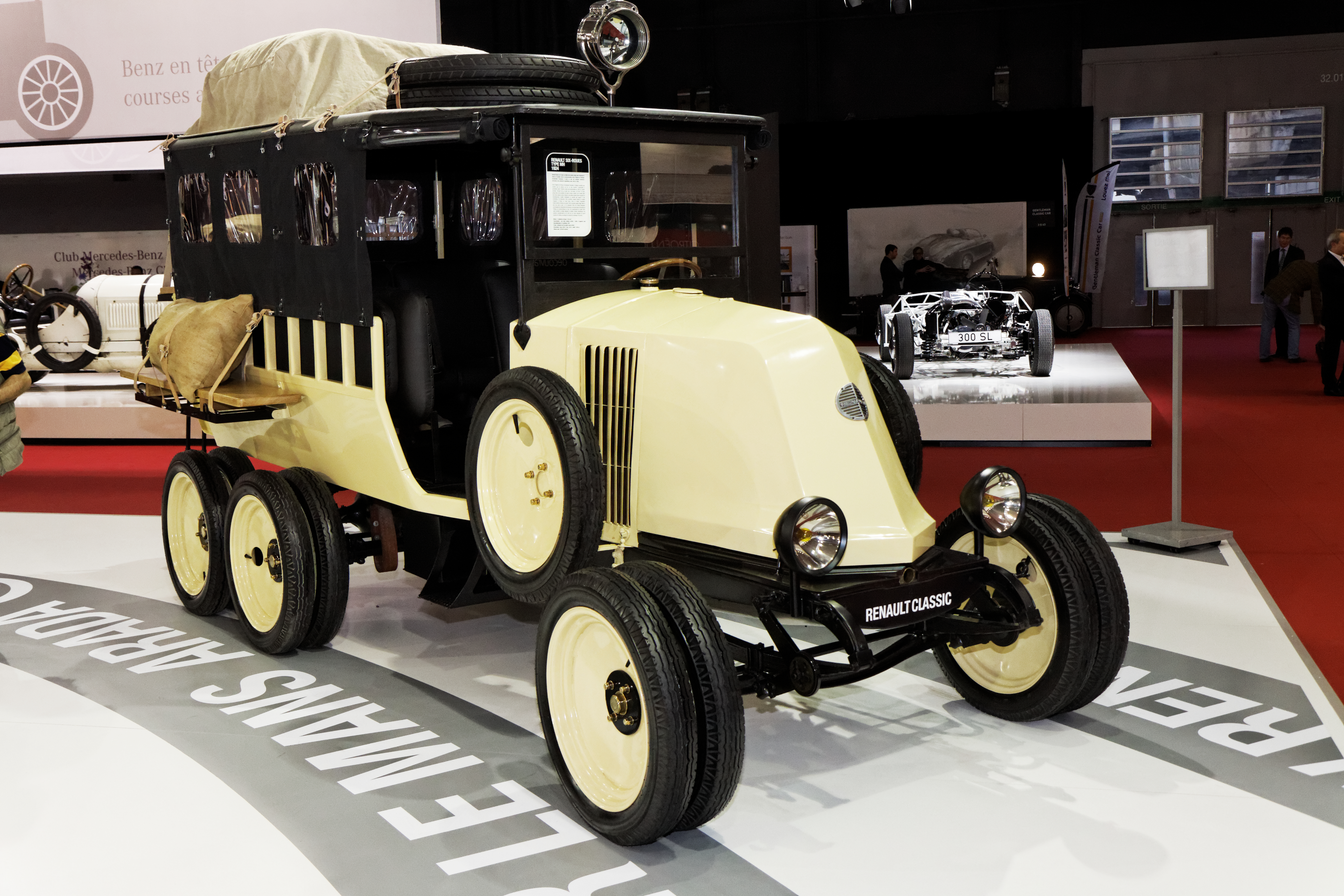
...2x6 roues MH 10CV de 1924...
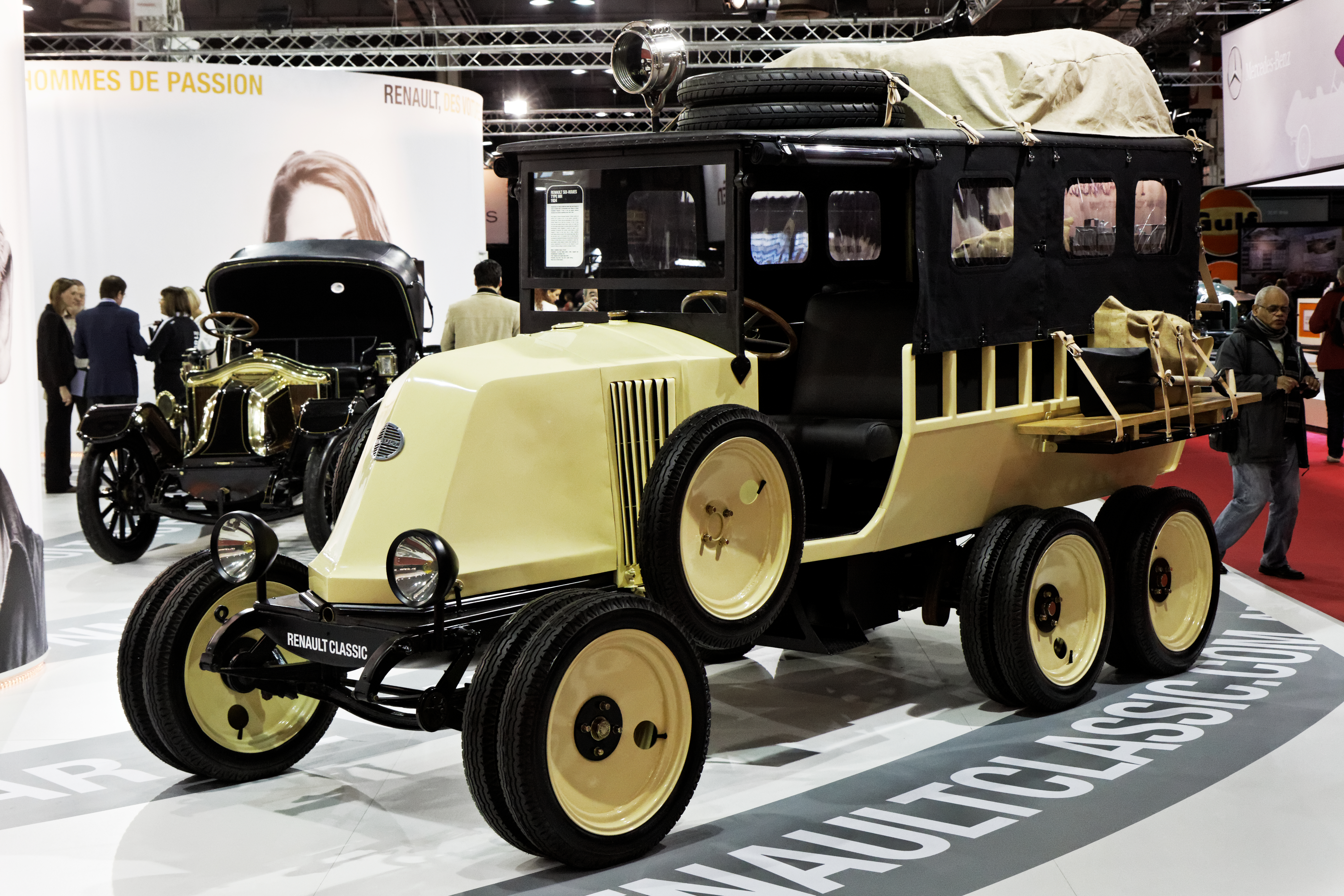
...utilisée lors....
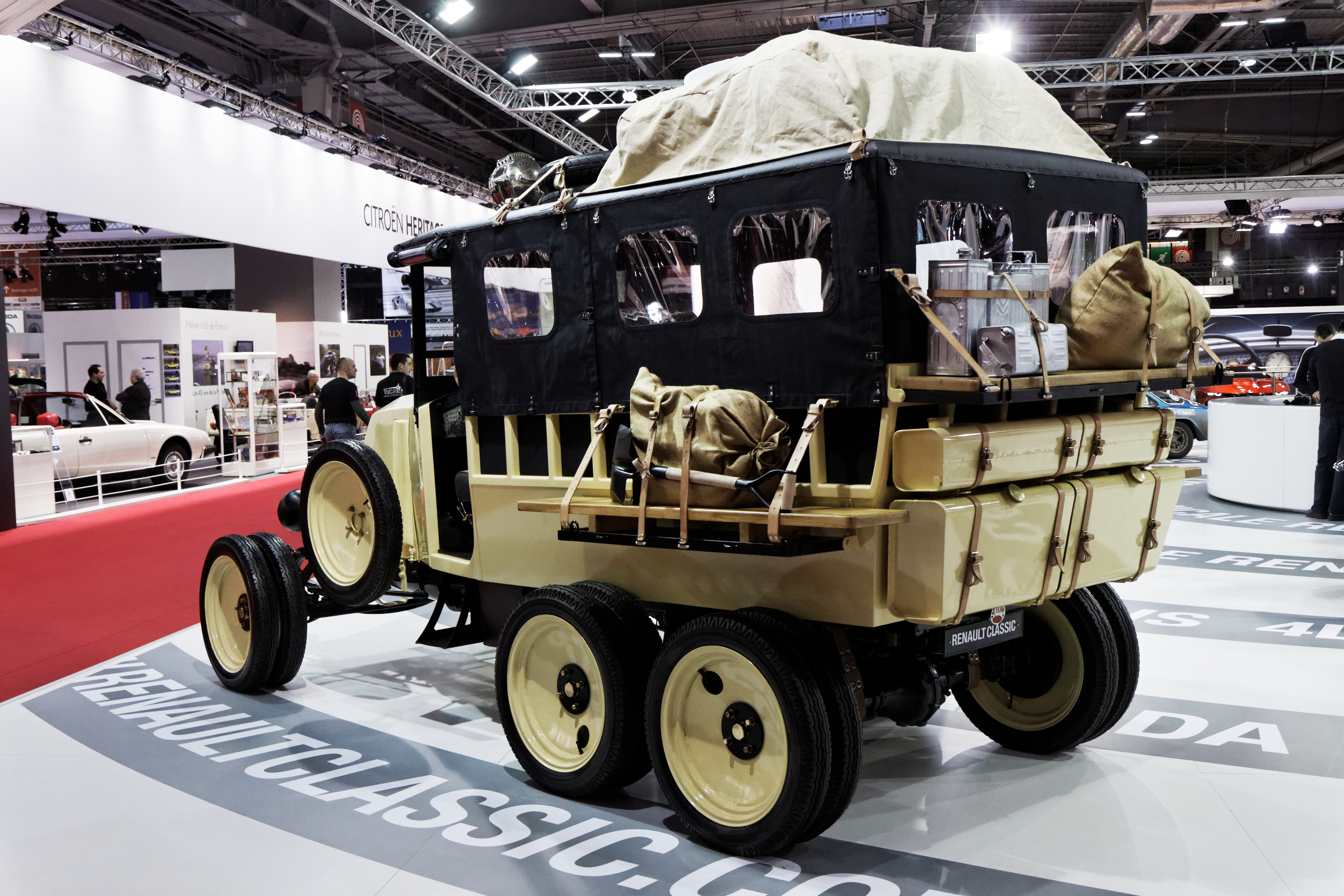
...de la mission Gradis la même année.
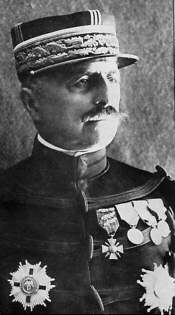
Le maréchal Franchet d'Espèrey...
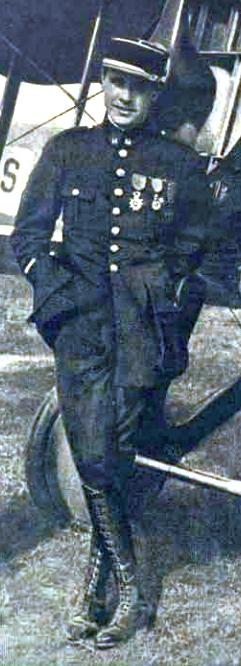
...le capitaine Georges Estienne...
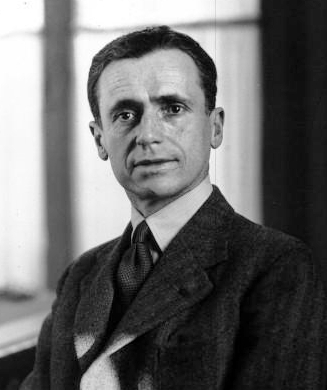
...et le journaliste Henri de Kérillis, tous les trois membres de la seconde mission Gradis.